# さなだ虫 (曲)
『さなだ虫』（さなだむし）は、ブリーフ&トランクス（以下ブリトラ）の1stシングルである。1998年5月21日、DAIPRO-Xより発売された。

## 概要
ブリトラのデビュー曲。また、ブリトラのメンバー伊藤多賀之と細根誠による共同制作作品である。
なお、曲名にさなだ虫を冠しているものの、さなだ虫が登場するのは3番まである内の1番のみである。

## 収録曲
1. さなだ虫
作詞：伊藤多賀之、細根誠
作曲：伊藤多賀之
2. 長ぐつをはいた僕
作詞：伊藤多賀之
作曲：伊藤多賀之
3. さなだ虫（オリジナルカラオケ）

## さなだ虫の別バージョン
さなだ虫2000
作詞：アフブリリスナー
作曲：伊藤多賀之
- シングル『ペチャパイ』、アルバム『ブリトラの反乱（VIVID SOUNDからの再販売盤）』に収録。
- 「さなだ虫」の歌詞を替えたもの。

さなだ虫2000スーパー
作詞：アフブリリスナー
作曲：伊藤多賀之
- アルバム『ブリトラの反乱』に収録。
- 上記の「さなだ虫2000」のアレンジが変わったもの。

さなだ虫〜リターンズ〜
作詞：伊藤多賀之
作曲：伊藤多賀之
- アルバム『ブリトラ依存症』に収録。
- 「さなだ虫」とは別曲。詞・曲共に異なる。

さなだ虫（20周年バージョン）
作詞：伊藤多賀之
作曲：伊藤多賀之
- ベストアルバム『ブリトラBESTバイブルII〜ひとりでこっそり聴いた方がいい曲集〜』に収録。
- 歌詞に多少の加筆がある。

## 収録CD
さなだ虫
- ブリトラ
- BURITORA GOLDEN BEST

長ぐつをはいた僕
- ブリトラ

さなだ虫（オリジナルカラオケ）
- ブリトラ（VIVID SOUNDからの再販売盤）